# Kanton Sainte-Enimie
Kanton Sainte-Enimie (francouzsky Canton de Sainte-Enimie) je francouzský kanton v departementu Lozère v regionu Languedoc-Roussillon. Tvoří ho devět obcí.

## Obce kantonu
- La Malène
- Mas-Saint-Chély
- Montbrun
- Quézac
- Sainte-Enimie